# Hans Bols (Politiker)
Hans Bols (* 13. März 1900 in Dingen, Kreis Süderdithmarschen; † 9. Juli 1973) war ein deutscher Politiker (Deutsche Partei, CDU).

## Leben
Bols, von Beruf Landwirt, trat zum 1. Juli 1927 der NSDAP bei (Mitgliedsnummer 63.895). Er war Träger des Goldenen Parteiabzeichens. Im Zweiten Weltkrieg gehörte er der Landwacht an, die die Polizei bei der Überwachung und Kontrolle der Zwangsarbeiter unterstützte. Danker und Lehmann-Himmel charakterisieren ihn in ihrer Studie über das Verhalten und die Einstellungen der Schleswig-Holsteinischen Landtagsabgeordneten und Regierungsmitglieder der Nachkriegszeit in der NS-Zeit als Alten Kämpfer und „exponiert nationalsozialistisch“.
Bols war von 1950 bis 1954 Landtagsabgeordneter in Schleswig-Holstein. Er vertrat den Wahlkreis Süderdithmarschen-Marne im Parlament. Ursprünglich für die Deutsche Partei gewählt, verließ er diese am 15. April 1952 und trat am 30. Januar 1953 der CDU-Fraktion bei.